# Sainerholz

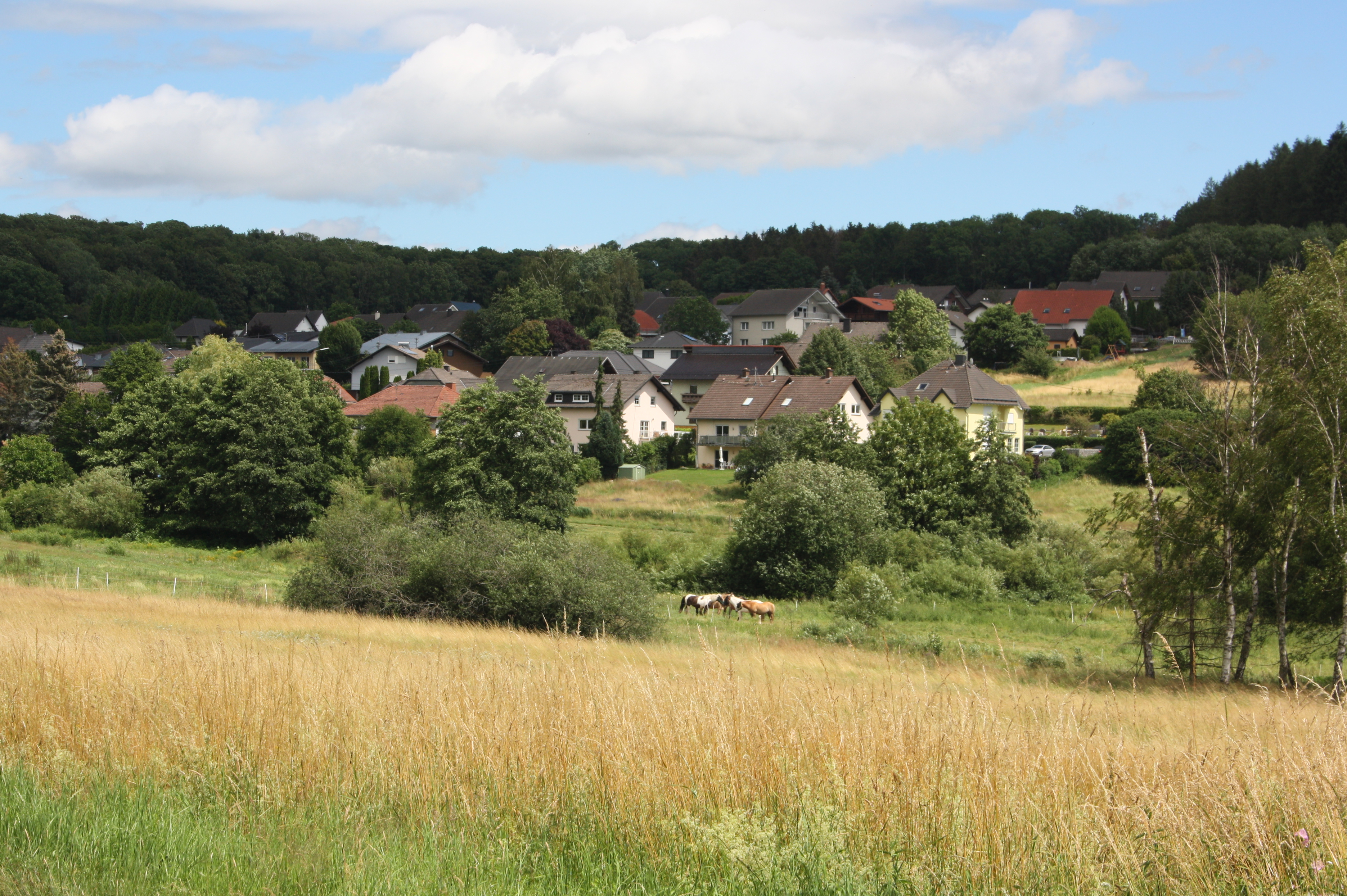
Sainerholz (2020)

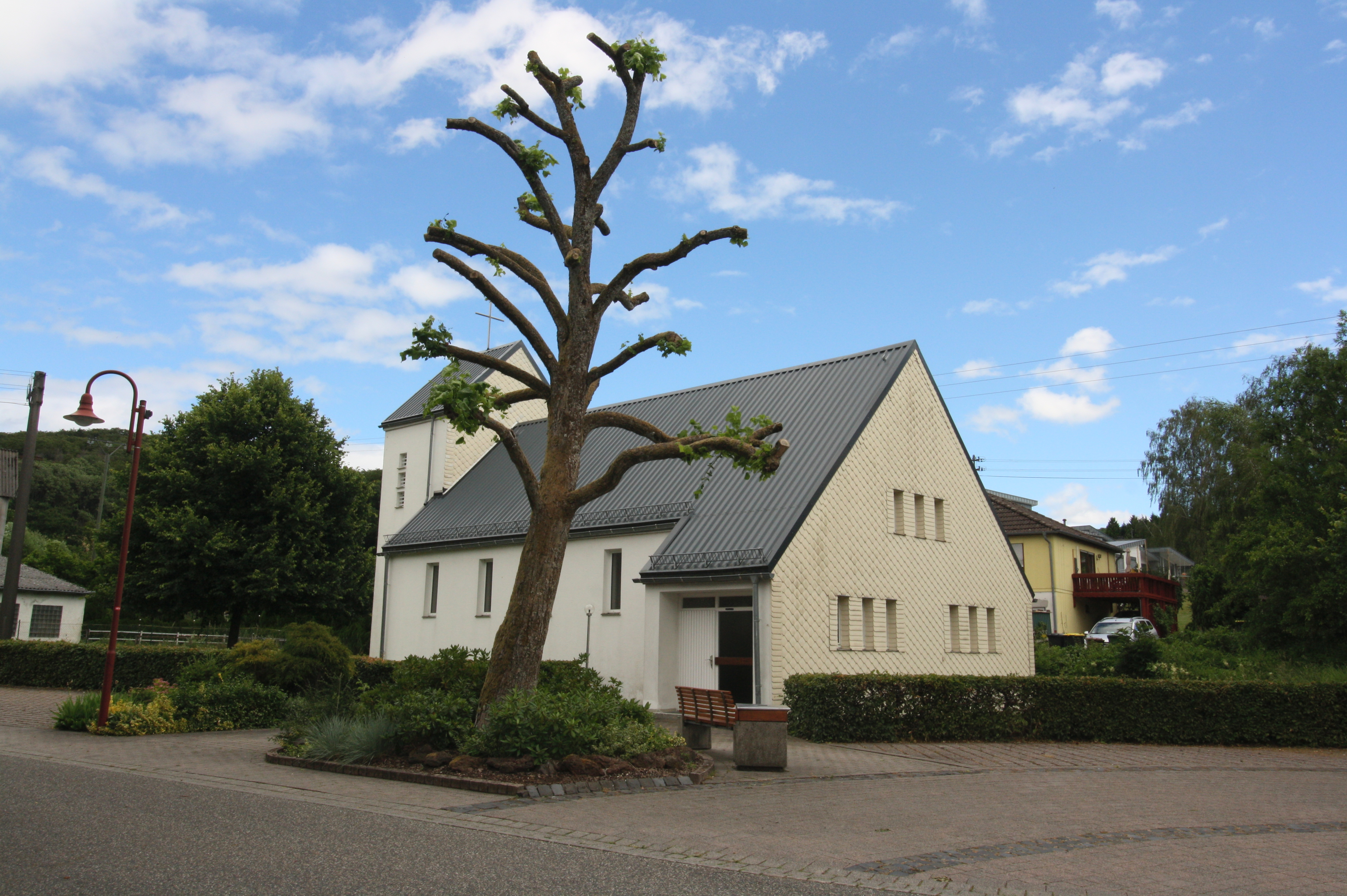
Die Kapelle „Mutterschaft Mariens“

Sainerholz ist ein Ortsteil der Ortsgemeinde Ötzingen im Westerwaldkreis in Rheinland-Pfalz.

## Allgemeines
Der Ort liegt am Fuße des Beulsteins, einem etwa 480 m hohen Vulkankegel, und etwa drei Kilometer nördlich von Ötzingen, dem größeren Ort der Gemeinde.
Auf dem Beulstein war bis zum Ende des Zweiten Weltkriegs ein Leuchtfeuer zur Flugnavigation installiert, von dem man noch heute die Betonsockel und das Bediengebäude sehen kann. Von dieser Anlage und dem Radsportklub, der zu Beginn der 1920er Jahre bis zum Zweiten Weltkrieg existierte hat der Ort auch seinen Spitznamen „Sackablitz“.
Sainerholz selbst ist eine fast reine Wohnsiedlung, es gibt lediglich einige wenige Unternehmen, darunter einen Hersteller für Zugsicherungsanlagen, ein Bauunternehmen und ein Landschaftsbau-Unternehmen.
Sainerholz war eine eigenständige Gemeinde im Oberwesterwaldkreis, bis sie im Zuge der Verwaltungsreform am 20. März 1971 in die Gemeinde Ötzingen eingegliedert wurde. Daher rührt auch der Umstand, dass Sainerholz eine andere Vorwahl als Ötzingen hat und auch einer anderen Pfarrei angehört.
Sehenswert ist im Bereich des Ortes das Vereinsgewässer des ASV mit dem angeschlossenen Naturschutzgebiet, das sich auf dem Gelände einer stillgelegten Tongrube befindet, und die „Habbalse Buch“, eine alte Buche im Wald in Richtung Arnshöfen.
Treffpunkte im Dorf sind die Gaststätte „Zum Beulstein“ und der Dorfpark.

## Geschichte
- 1363: Erste urkundliche Erwähnung, Henne Morlstein Burgmann zu Westerburg war Grundbesitzer in Sainerholz.
- 1564: Erste genaue Angabe mit sieben Haushalten.
- 1840: Sainerholz besteht aus 25 Häusern, in denen 45 Familien mit insgesamt 173 Einwohnern leben.
- 1964: Bau der Filialkirche „Mutterschaft Mariens“.
- 1971: Im Zuge der Verwaltungsreform wird Sainerholz der Gemeinde Ötzingen angegliedert.

## Religion
Der überwiegende Teil der Einwohner von Sainerholz ist römisch-katholisch. Im Ort befindet sich die 2023 profanierte Kapelle „Mutterschaft Mariens“, die zuletzt zur Pfarrei Nentershausen St. Laurentius (Bistum Limburg) gehörte. Die evangelischen Christen des Ortes gehören zur Martin-Luther-Kirchengemeinde Wirges (Evangelische Kirche in Hessen und Nassau).

## Vereine
- Angelsportverein ASV Waldfrieden
- Förderverein der Freiwilligen Feuerwehr Sainerholz e.V.
- Männergesangverein Cäcilia-Mechthild 1932 e.V.